# Švýcarský Robinson
Švýcarský Robinson (1812, Der Schweizerische Robinson) je dobrodružný román pro mládež německy píšícího švýcarského protestantského pastora a spisovatele Johanna Davida Wysse.
Autor napsal své dílo, inspirované známým románem Daniela Defoea Robinson Crusoe, v letech 1794–1798 pouze pro své děti, aniž by uvažoval o možném budoucím knižním vydání. K tomu došlo až poté, co se jeho syn Johann Rudolf Wyss, profesor filozofie v Bernu a autor švýcarské národní hymny, rozhodl v roce 1812 dílo upravit a vydat tiskem.

## Obsah románu

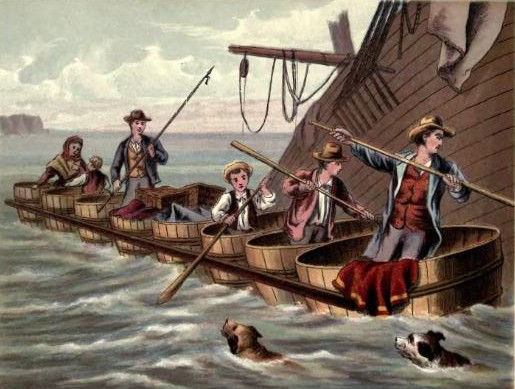
Ilustrace k anglickému vydání z roku 1867.

Román líčí osudy chudé švýcarské rodiny (otec, matka a čtyři synové ve věku od osmi do patnácti let, jejichž příjmení není v originálním textu knihy uvedeno, v převyprávěné verzi jde o rodinu Braunových), která se v době napoleonských válek odhodlá opustit Evropu a vyhledat si nový domov v zámořských koloniích. Po ztroskotání lodi se rodina zachrání na neobydleném ostrově v Indickém oceánu, který nazvou Nové Švýcarsko, a prožijí zde deset let, než je jejich vzkvétající kolonie objevena anglickou korvetou. Mezitím se na ostrově vítězně utkají se zcela nereálnou faunou a flórou, kterou sem autor umístil ve snaze vytvořit co nejpestřejší dobrodružný příběh a seznámit dětského čtenáře s co největším počtem různých exotických zvířat a rostlin. Rodina tak musí bojovat se lvy, tygry, medvědy, slony, hrochy, šakaly, hyenami a hroznýši. Může lovit antilopy, plameňáky, velryby, lachtany, mrože, tuleně, žraloky, leguány, holuby a vlaštovky, chovat psy, krávy, buvoly, kozy, ovce, osly, prasata, slepice, husy i kachny a ochočit si orla a opici. Navíc je ostrov nalezištěm všech možných nerostných surovin. Nejstarší syn Fritz také zachrání mladou Angličanku Jenny, která ztroskotala na nedalekém sopečném ostrůvku (zprávu od ní přinese kormorán).
Když je kolonie objevena, nikomu se z ní pryč nechce. Na chvíli odjedou do Anglie jen Fritz (v českém překladu Bedřich) a Jenny, aby se seznámili s její rodinou a uzavřeli zde sňatek, a prostřední syn Jakob (v českém překladu Jakub), aby nakoupil pro kolonii některé potřebné věci. Na ostrov přibude také anglická rodina Wolstonových s dcerami a mladí lidé se do sebe postupně zamilují.
Přes mnohé nedostatky a některé pasáže, které dnes vyvolávají spíše úsměv, patří Wyssův Švýcarský Robinson ke klasickým dílům literatury pro mládež. Autor v něm vyzdvihuje důležitost lidské práce a také rodinné i kolektivní soudržnosti, obětavosti a statečnosti. Propaguje návrat k přírodě, který mu slouží jako únik od evropské civilizace, která se podle jeho mínění dostává svými válkami a rozvojem průmyslové výroby do slepé uličky.

## Pokračování od Julese Vernea

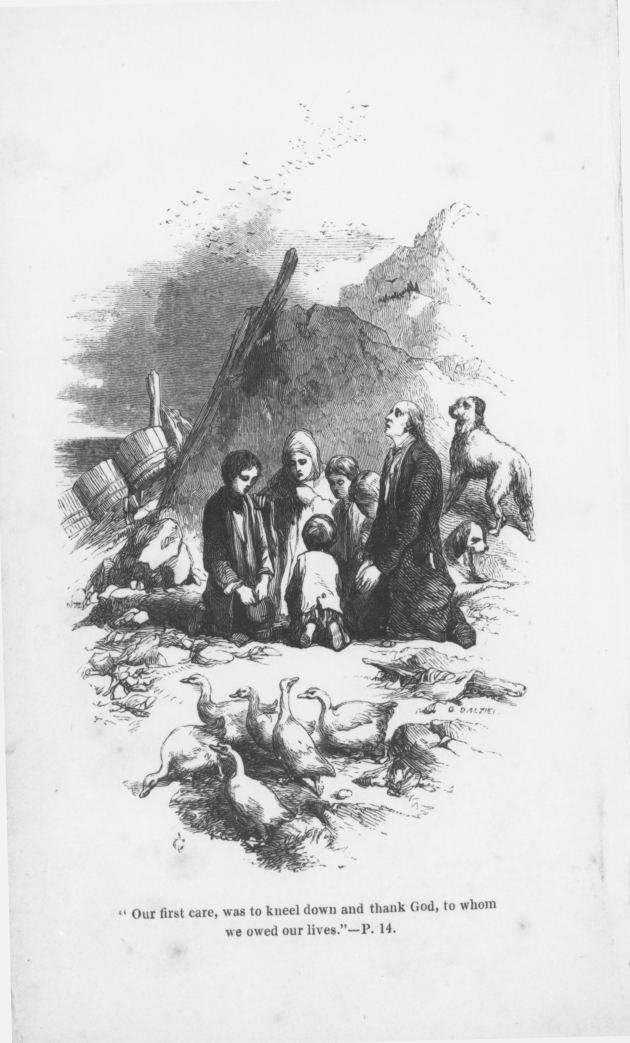
Ilustrace k anglickému vydání z roku 1851.

Švýcarský Robinson patřil k oblíbené dětské četbě francouzského spisovatele Julese Vernea. Příběh ho natolik zaujal, že k němu roku 1900 napsal pokračování pod názvem Druhá vlast (Seconde patrie). I v jiných Vernových knihách se objevují motivy ze Švýcarského Robinsona:
- Obydlí v obrovském vykotlaném stromě (Škola robinsonů, L'école des robinsons, 1882)
- Ochočení pštrosa (Dva roky prázdnin)

## Filmové adaptace
- Perils of the Wild (1925, Nebezpečná divočina), USA, režie Francis Ford, dnes ztracený němý film,
- Swiss Family Robinson (1940, Švýcarský Robinson), USA, režie Edward Ludwig,
- Swiss Family Robinson (1958, Švýcarský Robinson), USA, režie William A. Graham, televizní film,
- Swiss Family Robinson (1960, Švýcarský Robinson), USA, režie Ken Annakin,
- The Swiss Family Robinson (1975, Švýcarský Robinson), USA, režie Harry Harris, televizní film,
- Kazoku Robinson hyôryûki fushigina shima no furône (1981, Švýcarský Robinson), Japonsko, režie Yoshihiro Kuroda, televizní film,
- Beverly Hills Family Robinson (1998, Švýcarský Robinson z Beverly Hills), USA, režie Troy Miller, televizní film,
- The New Swiss Family Robinson (1998, Nová švýcarská rodina Robinsonů), USA, režie Stewart Raffill,
- Swiss Family Robinson: Lost in the Jungle (2000, Švýcarský Robinson: Ztraceni v džungli), USA, režie Edgar G. Ulmer, televizní film,
- Stranded (2002, Ztroskotaní), USA, režie Charles Beeson, televizní film.

## Česká vydání
- Švýcarský Robinson, Josef Lukasík, Ostrava 1947, přeložil Jaromír Červenka.
- Švýcarský Robinzon, SNDK, Praha 1967, volně převyprávěl Bohumír Polách.
- Švýcarský Robinzon, Blok, Brno 1973 a 1987, volně převyprávěl Bohumír Polách.
- Švýcarský Robinzon, Akcent, Praha 1997, volně převyprávěl Bohumír Polách.
- Švýcarský Robinson, BB art, Praha 1999, přeložil Pavel Medek.
- Rodina Robinsonů, Grada, Praha 2011, anglickou adaptaci Swiss family Robinson přeložil Šimon Jimel.
- Švýcarský Robinson, Triton, Praha 2017.
- Dobrodružství švýcarského Robinsona (převyprávění od Jana Hory), Triton, 2022